# Олзоев, Клим Самсонович
Клим Самсонович Олзоев (род. 13 декабря 1933) — советский борец классического стиля, чемпион и призёр чемпионатов СССР, призёр чемпионата Европы, Заслуженный мастер спорта СССР (1973).

## Биография
Увлёкся борьбой в 1954 году. В 1958 году выполнил норматив мастера спорта СССР, а в 1965 году — мастера спорта СССР международного класса. Участвовал в семи чемпионатах СССР. В 1972 году оставил большой спорт. Победитель международных турниров. Судья всесоюзной (1975), а затем международной (1979) категорий.

## Спортивные результаты
- Чемпионат СССР по классической борьбе 1965 года — ;
- Чемпионат СССР по классической борьбе 1966 года — ;
- Чемпионат СССР по классической борьбе 1969 года — ;
- Чемпионат СССР по классической борьбе 1970 года — ;
- Чемпионат СССР по классической борьбе 1971 года — ;
- Чемпионат СССР по классической борьбе 1972 года — ;